# Estado de Airai
Airai, es el segundo estado más populoso de la República de Palaos, en Oceanía.
Se encuentra ubicado en la costa sur de la isla de Babeldaob.

## Geografía
El estado tiene un área de 44 km², y una población en el 2005 de 2.723 habitantes. En este estado se encuentra el Aeropuerto internacional Roman Tmetuchl, el principal aeropuerto del país, y está unido por puente a la vecina isla de Koror.
Airai es también el nombre de la capital y mayor ciudad del estado, con una población de 920 personas en el 2004. La ciudad de Airai es la mayor ciudad de Palaos que se encuentra en las afueras del estado de Koror.
El lugar más notable de Airai es su Bai (capilla de varones), siendo el más antiguo en existencia. Sin embargo, data de hace 200 años atrás. Es hogar del Recklai (segundo jefe palauano en rango).

## Gobierno y Política
El estado de Airai tiene un jefe ejecutivo elegido, el gobernador. El estado también tiene una legislatura elegida cada cuatro años. La población del estado elige a uno de los miembros de la Cámara de Delegados de Palaos.

## Educación
El Ministerio de Educación gestiona varias escuelas públicas.
La Escuela Primaria de Airai se inauguró alrededor de septiembre de 1945. Inicialmente utilizó el antiguo edificio de Comunicaciones de Japón.
La Escuela Secundaria de Palaos, en Koror, es la única escuela secundaria pública del país, por lo que los niños de esta comunidad acuden a ella.